# فهرست نمایندگان دوره دوم مجلس شورای اسلامی
نمایندگان دور دوم مجلس شورای اسلامی که انتخابات آن در روز جمعه ۲۶ فروردین ۱۳۶۳ برگزار و اولین جلسه آن در ۷ خرداد ۱۳۶۳ به تعداد ۲۳۳ نفر بودند که اسامی آنها به ترتیب زیر می‌باشد:

## آ، ا، ب، پ، ت، ث
آ، ا
- محمدباقر آخوندی - استان آذربایجان شرقی (شبستر)
- حسن آقاحسینی طباطبایی - استان سیستان و بلوچستان (زابل)
- اسماعیل آهنی - استان گیلان (آستارا)
- حسین ابراهیمی - استان تهران (ورامین)
- محمد صالح احمدوند - استان همدان (ملایر)
- مرادعلی احمدی - استان کرمانشاه (سنقرکلیایی)
- عبدالکریم اربابی - استان سیستان و بلوچستان (چابهار)
- علی ارومیان - استان آذربایجان شرقی (مراغه)
- فریدون استکی - استان چهار محال بختیاری (شهرکرد)
- محمد اسحق مدنی - استان سیستان و بلوچستان (سراوان)
- عبدالرضا اسدی‌نیا - استان خوزستان (اهواز)
- ابراهیم اسرافیلیان - استان تهران (تهران)
- علی‌اصغر اسفندیارپور - استان لرستان (کوهدشت)
- ابراهیم اسلامی خرمی - استان فارس (اقلید)
- احد انجیری مطلق - استان آذربایجان غربی (مهاباد)
- سعید امانی - استان تهران (تهران)
- میرزا احمد امیرزاده ایرانی - استان آذربایجان شرقی (اردبیل)
- رضا اکرمی - استان سمنان (سمنان)
- محمد ایوبی - استان خراسان رضوی (بجنورد)

ب
• بخشعلی رحیم‌نژاد باغچه‌جوغی - حوزهٔ انتخابیه استان آذربایجان غربی - ارومیه
- آرداواز باقومیان - حوزه انتخابیه مسیحیان ارمنی جنوب
- غلام عباس بهرام-استان خوزستان (مسجدسليمان)
- محمدرضا باهنر - استان کرمان (بافت)
- علی‌بابا بابائی - استان خراسان رضوی (اسفراین)
- اسدالله بادامچیان - استان تهران (تهران)
- عباس‌علی بهاری اردشیری - استان مازندران (ساری)
- احمد بهشتی - استان فارس (فسا)
- شهاب‌الدین بی‌مقدار - استان آذربایجان شرقی (خاروانا / ورزقان)
- غلامرضا بیات - استان زنجان (ماهنشان)
- احمد بیگدلی آذری - استان مرکزی (قم)

پ
- اکبر پرهیزکار - استان آذربایجان شرقی (تبریز)
- علی پریزاد - استان آذربایجان غربی (نقده)
- حکم‌الله پزشکی - استان آذربایجان شرقی (میانه)
- حسین پورسالاری - استان کرمان (کهنوج)
- محمدمهدی پورگل - استان گیلان (بندر انزلی)

ت

## ج، چ، ح، خ
- حسن جعفری - استان کرمان (شهربابک)
- میرحیدر جعفری حصارلو - استان آذربایجان شرقی (بناب / ملکان)
- ابراهیم جمال یوسفی (دشتی) - استان بوشهر (رودباران)

چ
- حسین چیت‌ساز شاهرودی - استان سمنان (شاهرود)

ح
- ابواحسن حائری‌زاده - استان خراسان رضوی (بیرجند)
- هاشم حجازی فر - استان آذربایجان غربی (خوی)
- ابوطالب حجازی کمساری - استان گیلان (رشت)
- عزیز حجتی - استان آذربایجان غربی (ماکو)
- ابوالحسن حسینی - استان مازندران (مینودشت)
- سید جواد حسینی - استان مازندران (علی آباد کتول و آق قلا)
- فضل‌الله حسینی برمائی - استان خراسان رضوی (درگز)
- سید محمد حسینی خامنه‌ای - استان خراسان رضوی (مشهد)
- سید علی حسینی‌زاده - استان چهار محال بختیاری (بروجن / لردگان)
- محمد حسینی‌نژاد - استان یزد (اردکان)
- سید مهدی حسینی‌نژاد نوری - استان مازندران (نور / محمودآباد)
- محمد حصاری - استان کرمانشاه (کنگاور)
- علی‌اکبر حمیدزاده - استان زنجان (آوج / بوئین زهرا)
- هاشم حمیدی - استان همدان (همدان)

خ
- علی خرمتایی - استان کردستان (بانه / سقز)
- محمد خزاعی ترشیزی - استان گیلان (رشت)
- طالب خیاطی - استان خوزستان (دشت آزادگان)

## د، ذ، ر، ز، ژ
د
- ابالقاسم داودالموسوی دامغانی - استان خوزستان (رامهرمز)
- محمدباقر داودی - استان مازندران (کردکوی)
- حامد دامنی - استان سیستان و بلوچستان (خاش / نصرت آباد / میرجاوه)
- مطلب دشتی تولیر - استان آذربایجان شرقی (مغان)
- عزت‌الله دهقان - استان خراسان رضوی (تایباد / تربت جام)
- سید محمود دعائی - استان تهران (شهر ری / شمیرانات)

ذ
ر
- محمدمهدی ربانی املشی - استان تهران (تهران)
- حسین‌علی رحمانی - استان کردستان (بیجار)
- ابوالفضل رحمانی اصل - استان همدان (رزن)
- علی‌اصغر رحمانی خلیلی - استان مازندران (بهشهر)
- رحمت‌الله رحمتی - استان اصفهان (شهرضا- قمشه)
- رحمان رحیمی - استان کرمانشاه (پاوه)
- نوالدین رحیمی - استان لرستان (ملاوی)
- عباس رحیمی - استان بوشهر (دشتستان)
- غلامرضا رحیمی حاجی‌آبادی - استان خوزستان (بندر ماهشهر)
- ابوالقاسم رزاقی - استان مازندران (تنکابن / رامسر)
- مرتضی رضوی - استان آذربایجان شرقی (تبریز)
- حسن روحانی - استان تهران (تهران)
- علی‌اکبر روحانی‌فر - استان ایلام (دهلران)
- محسن رهامی - استان زنجان (خدابنده)
- غلامحسین رهبرپور - استان همدان (تویسرکان)
- غلامعباس زائری استان هرمزگان (بندرعباس)

ز
- مریم زعفرانی بهروزی - استان تهران (تهران)
- رضا زواره‌ای - استان تهران (تهران)
- حجت‌الله زمانی - استان لرستان (بروجرد)
- ولی‌الله زمانی - استان مازندران (بابل)

## س، ش، ص، ض
س
- عبدالحسین ساوه - استان کرمان (کرمان)
- میرغفار سجادنژاد الوار - استان آذربایجان شرقی (بستان آباد)
- حسین سلطانی -استان اصفهان (اردستان)
- حسین سبحانی‌نیا - نیشابور (استان خراسان رضوی)
- غلامرضا سلطانی - استان تهران (کرج)
- فریدون سلیمی - استان آذربایجان غربی (میاندوآب)
- میرعلی نقی سیدخاوری لنگرودی - استان گیلان (لنگرود)
- سید ابوالفضل موسوی تبریزی (ابوالفضل سیدریحانی) - استان آذربایجان شرقی (تبریز)

ش
- محمد شاورانی - استان آذربایجان غربی (بوکان)
- حسن شاهچراغی - استان سمنان (دامغان)
- مهدی شاملو محمودی - استان همدان (ملایر)
- صمد شجاعیان - استان فارس (ممسنی)
- علی شوشتری - استان خراسان رضوی (نیشابور)
- محمد اسماعیل شوشتری - استان خراسان رضوی (قوچان)
- جواد شقاقیان - استان فارس (شیراز)
- قلی شیخی - استان خوزستان (ایذه)
- محمد شینی - استان خوزستان (مسجد سلیمان)
- عباس شیبانی - استان تهران (تهران)
- غلامعلی شهرکی - سیستان و بلوچستان زابل

ص
- محمدعلی صاحب الزمانی - استان آذربایجان غربی (ارومیه)
- حسن صادق‌لو - استان مازندران (رامیان)
- محمدصادق صادقی گیوی (خلخالی) - استان مرکزی (قم)
- نصرالله صالحی حاجی‌آبادی -استان اصفهان (اصفهان)
- جلیل صدر طباطبایی - استان یزد (یزد)
- عاتقه صدیقی - استان تهران (تهران)
- لطیف صفری - استان کرمانشاه (اسلام‌آباد غرب)
- محمود صفری - استان تهران (دماوند)
- سیدعباس صفوی کوهساره - استان گیلان (فومن)

ض

## ط، ظ، ع، غ، ف، ق
ط
- محمدصالح طاهری خرم‌آبادی - استان لرستان (خرم‌آباد)
- عبدالصاحب طاهری موسوی - استان خوزستان (خرمشهر / شادگان)
- سید مهدی طباطبایی شیرازی - استان خراسان رضوی (مشهد)

ظ
ع
- ابراهیم عباسپور - استان آذربایجان شرقی (کلیبر)

- محمدرضا عباسی‌فرد - استان لرستان (خرم‌آباد)
- علی عبدالله پور - استان آذربایجان شرقی (هشترود)
- محمدعلی حاجی عرب - استان خراسان رضوی (کاشمر / کوهسرخ / بردسکن / خلیل آباد)
- عبدالله عطائی - استان کردستان (سنندج)
- محمدامین عفری (طرفی) - استان خوزستان (آبادان)
- رحیم علی‌زاده باروق - استان آذربایجان شرقی (اردبیل)

غ
- علی محمد غریبانی - استان آذربایجان شرقی (اردبیل)

ف
- جلال‌الدین فارسی - استان تهران (تهران)
- سید مصطفی فارغ دزفولی - استان خوزستان (دزفول)
- فخرالدین فال اسیری - استان فارس (استهبان / نی‌ریز)
- اسماعیل فدائی - استان مرکزی (سربند)
- مرتضی فهیم کرمانی - استان کرمان (کرمان)

ق
- مهدی قائمی‌فرد - استان فارس (سروستان)
- مصطفی قادری - استان آذربایجان غربی (سردشت / پیرانشهر)
- سید حسین قاضی‌زاده هاشمی - استان خراسان رضوی (فریمان / سرخس)
- زین‌العابدین قربانی پنجاه - استان گیلان (آستانه اشرفیه)
- حسین قطمیری - استان فارس (شیراز)
- عبدالعلی قنبری قادیکلائی - استان مازندران (قائمشهر)

## ک، گ، ل، م
ک
- قنبر کبیری - استان فارس (مرودشت)
- مهدی کروبی - استان تهران (اسلامشهر / تهران / ری / شمیرانات)
- رضا کریمی (زاده ۱۳۳۲) - استان آذربایجان شرقی (مرند)
- فؤاد کریمی - استان خوزستان (اهواز)
- آنه محمد کوسه غراوی - استان مازندران (گنبد کاووس)
- محمد کلاته‌ای - استان خراسان رضوی (بجنورد)
- محمد کیاوش - استان خوزستان (آبادان)

گ
ل
- محمدنقی لطفی - استان ایلام (ایلام)

م
- محمد محمدی خرم‌آبادی - لرستان (دلفان / سلسله)
- عباس متین - استان هرمزگان (بندرعباس)
- حسین محقق بانکی - استان تهران (کرج)
- حسین محمدخانی شاهرودی - استان فارس (داراب)
- حسین محمدی آذر - استان زنجان (تاکستان)
- محمدباقر محی‌الدین انواری - استان تهران (تهران)
- ابوالحسن مخزن موسوی - استان گیلان (رودبار)
- محمود مروی سماورچی - استان خراسان رضوی (طرقبه / چناران)
- جمشید مزارعی غریب - استان خوزستان (بندر ماهشهر)
- سید داود مصطفوی سیاهمزگی - استان گیلان (رشت)
- سید احمد کاشانی -استان اصفهان (قمصر / نطنز)
- علی معرفی‌زاده - استان خوزستان (خرمشهر / شادگان)
- محمد معزالدین - استان اصفهان (اصفهان)
- علی موحدی ساوجی - استان مرکزی (ساوه)
- میرمرتضی موسوی ابره بکوه - استان خوزستان (اندیمشک / شوش)
- حسن موسوی‌پور - استان زنجان (ابهر)
- سید حسین موسویانی - استان تهران (تهران)
- پرویز ملکپور - اقلیت‌های دینی (زرتشتیان)
- علی ملکوتی - استان آذربایجان شرقی (سراب)
- برزو مهبودی - استان فارس (کازرون)
- مهدی مهدوی حاجی - استان مازندران (بابلسر / بندپی / فریدونکنار)
- مهدی مهدی‌زاده - استان خراسان رضوی
- قاسم مهرزاد صدقیانی - استان آذربایجان غربی (سلماس)
- مجتبی میرجعفری - استان مرکزی (اراک)
- عباس میرحیدری - استان تهران (شهریار)
- عیدی محمد میرزایی عطاآبادی - استان اصفهان (فلاورجان)

## ن، و، ه، ی
ن
- غلامحسین نادی - استان اصفهان (نجف آباد)
- حسن‌علی نجفی رهنانی - استان کهگیلویه و بویراحمد (گچساران)
- علیرضا نظری - استان مرکزی (دلیجان / محلات)
- علی نظری منفرد - استان فارس (آباده)
- عبدالله نوری - استان اصفهان اصفهان
- سید محمدحسن نبوی استان بوشهر بوشهر
- منوچهر کلیمی نیکروز - نماینده اقلیت (کلیمیان)

و
- وارطان وارطانیان - نمایندگان اقلیت (مسیحیان ارامنه شمال کشور)
- ابوالقاسم وافی - استان یزد (یزد)
- عیسی ولایی - استان مازندران (آمل)

ه
- محمدعلی هادی نجف آبادی - استان تهران (تهران)
- عبدالرضا هاشم‌زایی نهبندان - استان خراسان رضوی (طبس / فردوس)
- سید محمد رضا هاشمی - استان لرستان (الیگودرز)
- عبدالله هجرتی - استان قزوین (زنجان)
- احمد همتی مشگینی - مشگین شهر

ی
- کمال‌الدین یادآور نیک‌روش - استان تهران (تهران)
- محمد یزدی - استان تهران (تهران)
- مهدی یعقوبی - استان خراسان رضوی (تربت حیدریه)